# Le Pas-Saint-l’Homer
Le Pas-Saint-l’Homer – miejscowość i gmina we Francji, w regionie Normandia, w departamencie Orne.
Według danych na rok 1990 gminę zamieszkiwały 144 osoby, a gęstość zaludnienia wynosiła 15 osób/km² (wśród 1815 gmin Dolnej Normandii Le Pas-Saint-l’Homer plasuje się na 742. miejscu pod względem liczby ludności, natomiast pod względem powierzchni na miejscu 536.).